# Elmar Goerden
Elmar Goerden

Link zum Bild

Elmar Goerden (* 29. März 1963 in Viersen) ist ein deutscher Theater- und Opern-Regisseur. Er war von 2001 bis 2005 Oberspielleiter des Münchener Residenztheaters und von der Saison 2005/2006 bis 2009/2010 Intendant des Bochumer Schauspielhauses.

## Jugend
Elmar Goerden ist der Sohn eines technischen Zeichners und einer Sekretärin. Er wuchs in Viersen auf und spielte bis zu seinem 16. Lebensjahr in den Jugendteams des Fußball-Bundesligisten Borussia Mönchengladbach. Mit 15 Jahren trampte er nach eigener Aussage nach Bochum, sah dort Claus Peymanns Inszenierung der Hermannsschlacht und beschloss, selbst zum Theater zu gehen.
Sein Studium der Kunstgeschichte, Anglistik und Theaterwissenschaften an der Universität Köln, in Edinburgh (Schottland), in Birmingham (England), und Rochester, Bundesstaat New York in den USA schloss er 1988 mit dem Master of Arts ab.
In dieser Zeit gründete er zusammen mit Karin Beier eine Shakespearetruppe.

## Theaterarbeit
Goerden begann als Regieassistent an der Schaubühne am Lehniner Platz in Berlin. Er assistierte u. a. Robert Wilson, Peter Stein und Luc Bondy. „Beglückende Jahre“ habe er dort verbracht, sagt Goerden rückblickend. 1994 übernahm er dort mit Liebestoll von Sam Shepard auch seine erste eigene Inszenierung.
Ein Jahr später holte ihn der Stuttgarter Intendant Friedrich Schirmer als Gastregisseur an das Schauspielhaus. Goerdens Inszenierung von Karl Philipp Moritz’ Blunt oder Der Gast erregte überregionales Aufsehen und wurde zum Berliner Theatertreffen eingeladen.
Ab der Spielzeit 1996/1997 war Goerden der dritte feste Hausregisseur in Stuttgart. Seine Inszenierung von Anton P. Tschechows Ivanov wurde erneut zum Theatertreffen nach Berlin eingeladen. 
Nachdem er im Wintersemester 1998/1999 zwischenzeitlich am Mozarteum in Salzburg als Gastprofessor gelehrt hatte, wechselte Goerden 2001 als Oberspielleiter und Regisseur an das Residenztheater in München. Einer seiner größten Erfolge dort war die werktreue Inszenierung des Klassikers Nathan der Weise von Gotthold Ephraim Lessing.
Von 2005 an war Goerden Intendant am Schauspielhaus Bochum. Die Zeit seiner Intendanz in Bochum wurde vielfach kritisch beurteilt. Goerden entschloss sich bereits 2008, seinen bis 2010 laufenden Vertrag nicht zu verlängern.
Seither arbeitet er als freier Regisseur. 2010 inszenierte er in Basel mit Mozarts Le nozze di Figaro seine erste Oper.
John Gabriel Borkman von Henrik Ibsen war 2011/2012 seine erste Arbeit in Wien für das Theater in der Josefstadt. Für diese Inszenierung wurde er 2012 in der Kategorie „Beste Regie“ für den österreichischen Theaterpreis Nestroy nominiert. Zuletzt übernahm Elmar Goerden dort die Regie bei Thomas Bernhards Vor dem Ruhestand (2013/2014), seinem eigenen Projekt Kafka (2014/2015), Die Verdammten, nach dem gleichnamigen Film von Luchino Visconti (2016/2017), für die er 2017 mit dem Nestroy-Theaterpreis in der Kategorie „Beste Regie“ ausgezeichnet wurde und Marias Testament, nach dem Roman von Colm Tóibín (2018/2019, bei dieser Produktion war er auch für das Bühnenbild verantwortlich). Am 16. Mai 2019 feiert seine Dramatisierung von Joseph Roths „Radetzkymarsch“ Premiere in der Josefstadt.
Neben seiner Theaterarbeit arbeitet Elmar Goerden seit vielen Jahren als bildender Künstler, war Malerei-Stipendiat der Akademie Schloss Solitude sowie Gast der Villa Massimo in Rom.

## Auszeichnungen
- 2017: Nestroy-Theaterpreis – Beste Regie für seine Inszenierung der Bühnenfassung von Die Verdammten am Theater in der Josefstadt[7]

## Wichtige Inszenierungen
- 1995 Karl Philipp Moritz: Blunt oder Der Gast – Staatstheater Stuttgart, Einladung zum Berliner Theatertreffen
- 1996 Anton P. Tschechow: Iwanow – Staatstheater Stuttgart, Einladung zum Berliner Theatertreffen
- 1997 Thomas Bernhard: Einfach kompliziert – Staatstheater Stuttgart
- 1997 Friedrich Schiller: Maria Stuart – Staatstheater Stuttgart
- 1998 Henrik Ibsen: Hedda Gabler – Staatstheater Stuttgart
- 2000 Robert Musil: Die Schwärmer – Staatstheater Stuttgart
- 2000 Ödön von Horváth: Der jüngste Tag – Staatstheater Stuttgart
- 2001 Peter Handke: Das Spiel vom Fragen oder Die Reise zum sonoren Land – Residenztheater München
- 2001 Roland Schimmelpfennig: Vor langer Zeit im Mai – Bayerisches Staatsschauspiel im Haus der Kunst
- 2002 Pierre Corneille: Rodogune – Residenztheater München
- 2002 William Shakespeare: Titus Andronicus – Residenztheater München
- 2003 Gotthold Ephraim Lessing: Nathan der Weise, – Residenztheater München
- 2004 Anton P. Tschechow: Die Möwe – Schauspielhaus Bochum
- 2004 Eugene O’Neill: Eines langen Tages Reise in die Nacht – Salzburger Festspiele/Residenztheater München
- 2004 Johann Wolfgang von Goethe: Clavigo – Bayerisches Staatsschauspiel/Haus der Kunst München
- 2005 Samuel Beckett: Warten auf Godot – Residenztheater München
- 2005 Peter Handke: Die Stunde, da wir nichts voneinander wußten – Schauspielhaus Bochum
- 2005 Johann Wolfgang von Goethe: Iphigenie auf Tauris – Schauspielhaus Bochum
- 2006 Botho Strauß: Schändung – Schauspielhaus Bochum
- 2007 William Shakespeare: Wie es euch gefällt – Schauspielhaus Bochum
- 2007 Justine del Corte: Der Alptraum vom Glück – Ruhrfestspiele Recklinghausen
- 2007 Roland Schimmelpfennig: Besuch bei dem Vater – Schauspielhaus Bochum
- 2008 Friedrich Schiller: Maria Stuart, Schauspielhaus Bochum
- 2008 Ödön von Horváth: Geschichten aus dem Wiener Wald – Schauspielhaus Bochum
- 2008 William Shakespeare: Der Kaufmann von Venedig – Schauspielhaus Bochum
- 2009 David Mamet: Work, Sex and Politics (= Hanglage Meerblick + Sexual Perversity in Chicago + November) – Schauspielhaus Bochum
- 2010 Wolfgang Amadeus Mozart: Le nozze di Figaro – Theater Basel
- 2011 Friedrich Hebbel: Judith – Schauspielhaus Graz
- 2011 Gotthold Ephraim Lessing: Minna von Barnhelm – Schauspielhaus Graz
- 2011 Alban Berg – Wozzeck – Theater Basel
- 2012 Henrik Ibsen: John Gabriel Borkman – Theater in der Josefstadt, Wien
- 2013 Jules Massenet: Manon – Theater Basel
- 2013 Thomas Bernhard: Vor dem Ruhestand – Theater in der Josefstadt
- 2014 Henrik Ibsen: Die Wildente – Nationaltheater Mannheim
- 2014 Jacques Offenbach: Hoffmanns Erzählungen – Theater Basel
- 2015 Kafka, ein Projekt von Elmar Goerden – Theater in der Josefstadt
- 2016 Die Verdammten, nach dem gleichnamigen Film von Luchino Visconti – Theater in der Josefstadt